# Sormás
Sormás is een plaats (község) en gemeente in het Hongaarse comitaat Zala. Sormás telt 911 inwoners (2001).